# Muséum d'histoire naturelle d'Aix-en-Provence
Le muséum d'histoire naturelle d'Aix-en-Provence est un musée d'histoire naturelle français situé à Aix-en-Provence, dans le département des Bouches-du-Rhône, en région Provence-Alpes-Côte d'Azur.
Fondé par le géologue Henri Coquand en 1838, ce musée était installé depuis 1950 dans le prestigieux Hôtel Boyer-d’Éguilles, monument historique datant du XVIIe siècle, dans lequel séjourna le célèbre botaniste aixois Joseph Pitton de Tournefort. Jusqu'en 2014, il y accueillait  chaque année 30 000 visiteurs venus admirer ses imposantes collections paléontologiques, zoologiques ou encore ethnographiques.

## Historique
En 1838, Madeleine Carle, veuve d'un pharmacien aixois collectionneur de curiosités, et notamment d'espèces d'oiseaux exotiques, propose à la municipalité d'Aix d'acheter cette collection. Sous l'impulsion du maire d'Aix Antoine Aude, un cabinet d'histoire naturelle est fondé. D'autres scientifiques de la ville cèdent aussi au cabinet une partie de leur collection : le père de  Gaston de Saporta, mais aussi Hippolyte de Fonscolombe, et d'autres. Le cabinet est dirigé par le géologue Henri Coquand.
Le 4 mai 1839, son ouverture est annoncée par Le Mémorial d'Aix, journal local. Il occupe alors deux salles du premier étage de l'hôtel de ville. Alors qu'Henri Coquand vient d'être reçu docteur ès-sciences, il doit quitter Aix pour Paris et est remplacé à la tête du cabinet par Léon Martin. Divers dons vont venir compléter la collection au fil des années. Mais avant la mort de son troisième conservateur, Camille Léon Mesplès, en 1893, le Muséum n'est plus guère entretenu et les visiteurs sont moins nombreux.

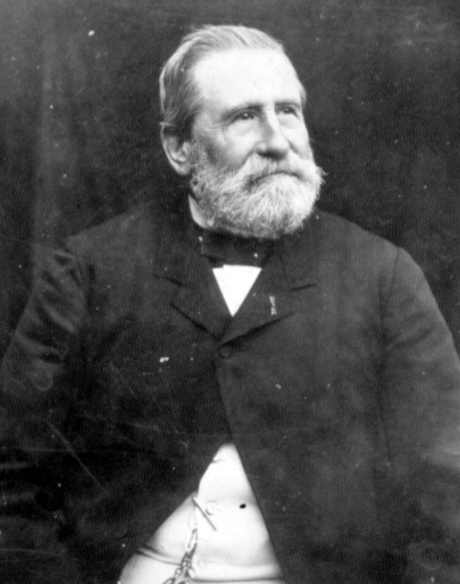
Gaston de Saporta (1823-1895)

En 1892, Louise Rostan d’Abancourt (1848-1903) va proposer à la ville une colossale collection incluant des minéraux, des fossiles, des coquillages et divers objets de la Préhistoire. La même année, son ami, le docteur Philippe Aude fait à son tour un don important. Ces deux dons sortent le Muséum de la léthargie dans laquelle il sombrait lentement et c'est ainsi que le 10 novembre 1895, les collections sont transférées dans une salle du musée des Peintures, dénommée pour l'occasion « salle Louise Rostan d’Abancourt ». De nouveaux dons sont adressés au Muséum, notamment du paléobotaniste aixois Gaston de Saporta, ami de Louise Rostan d’Abancourt, qui aura lui aussi beaucoup œuvré pour héberger les collections dans un lieu digne d'elles, mais qui mourra quelques mois avant l'inauguration. Louise Rostan d’Abancourt se rend pourtant compte que l'étroite salle qui a été accordée aux collections ne peut être satisfaisante. Elle continue donc à militer et obtient du maire d'Aix la promesse qu'un bâtiment sera construit pour abriter ce musée. Malheureusement, elle meurt en 1903, avant d'avoir vu la concrétisation de ses efforts.
Finalement, un bâtiment est érigé au boulevard du Roi-René et inauguré le 9 avril 1905 par le maire d'Aix, Joseph Cabassol. Ce jour, 5 000 personnes visitent l'exposition. Le musée ferme pendant la Première Guerre mondiale et ne rouvre qu'en 1921, après une rénovation. Le Muséum restera dans ces murs jusqu'en 1936. Dans les années 1920, le muséum d'histoire naturelle d'Aix-en-Provence est considéré comme le cinquième musée d'histoire naturelle de France.
Durant l'été 1936, les collections sont brutalement déménagées du bâtiment, sous la direction de Louis Durand, son conservateur, pour permettre l'installation de l'armée dans les locaux. Les promesses d'un relogement rapide seront sans suite, du fait de l'arrivée de la Seconde Guerre mondiale. À la libération d'Aix-en-Provence, en 1944, un incendie dans l’école Dombre détruit une partie des collections du Muséum, et notamment des collections d’entomologie, d’ethnologie et de préhistoire.
La nomination de Raymond Dughi au poste de conservateur bénévole va permettre d'envisager une renaissance du Muséum. La municipalité cherche un nouveau local et décide, le 8 février 1950, de louer le premier étage de l'hôtel Boyer d'Éguilles, ayant appartenu à Jean-Baptiste Boyer d’Éguilles. Une grande partie des collections est restaurée et les locaux aménagés durant trois années. Enfin, le 17 avril 1953, les locaux de l'hôtel Boyer-d'Éguilles sont inaugurés. La découverte, dans les années 1950, d'œufs de dinosaures dans le massif de la Sainte-Victoire, unique en France, va contribuer à asseoir définitivement la popularité du Muséum.
Malgré la qualité du bâtiment qui abrite aujourd'hui le muséum d'histoire naturelle d'Aix-en-Provence, les collections sont si importantes qu'elles ne peuvent être toutes exposées, faute de place. Pour cette raison, en 2001, la municipalité met à la disposition du musée un hangar de 700 m2 contenant 1 500 mètres  de rayonnage.
Il est aujourd'hui question de déménager le musée et ses collections dans l'ancienne salle de spectacle stadium de Vitrolles, située peu après la gare TGV d'Aix et d'intégrer le tout à un parc à thème sur les sciences naturelles.

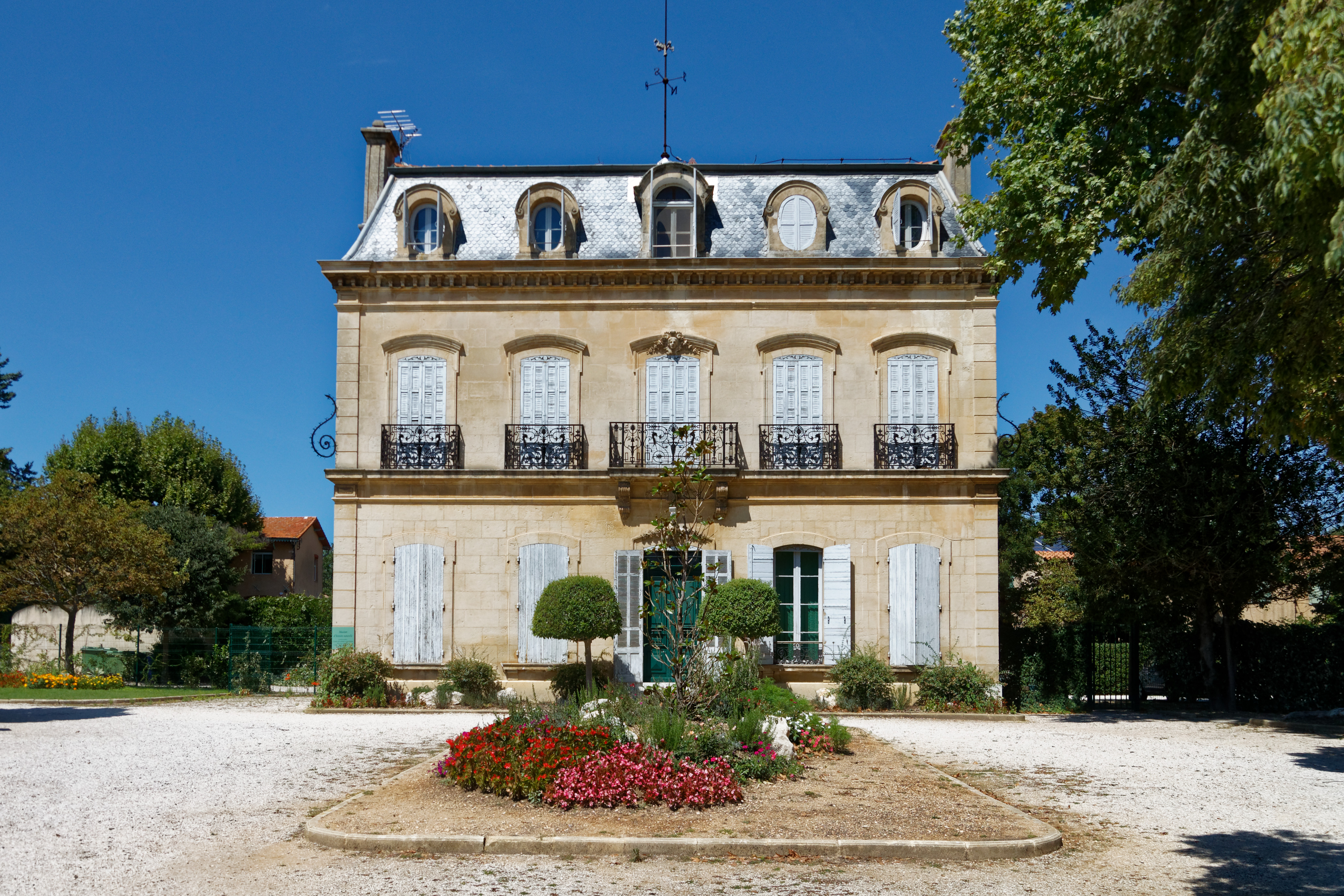
Maison dans le Parc Saint-Mitre, prévue comme nouveau siège du musée

Depuis 2014, la collection est hébergée temporairement dans différents lieux et n'est plus ouverte au public, à l'exception de diverses activités éducatives. Une nouvelle ouverture du musée dans le parc Saint-Mitre est prévue pour 2019-2020.

## Description

### Collections
Ce musée comprend les collections de :
- Gaston de Saporta (1823-1895)
- Casimir de Barrigue de Montvallon (1774-1845).
- Jules Sébastien César Dumont d'Urville (1790-1842)
- Henri Coquand (1813-1881)
- Eugénie Louise Valentine Rostan-d'Abancourt (1848-1903)
- Philippe Félix Sextius Aude (1836-1912)
- Raymond Paul Dughi (1898-1977)
- Ernest-Gustave Gobert (1879-1973)
- Augustin Louis Pierre Huet (es) (1814-1888).

#### Paléontologie

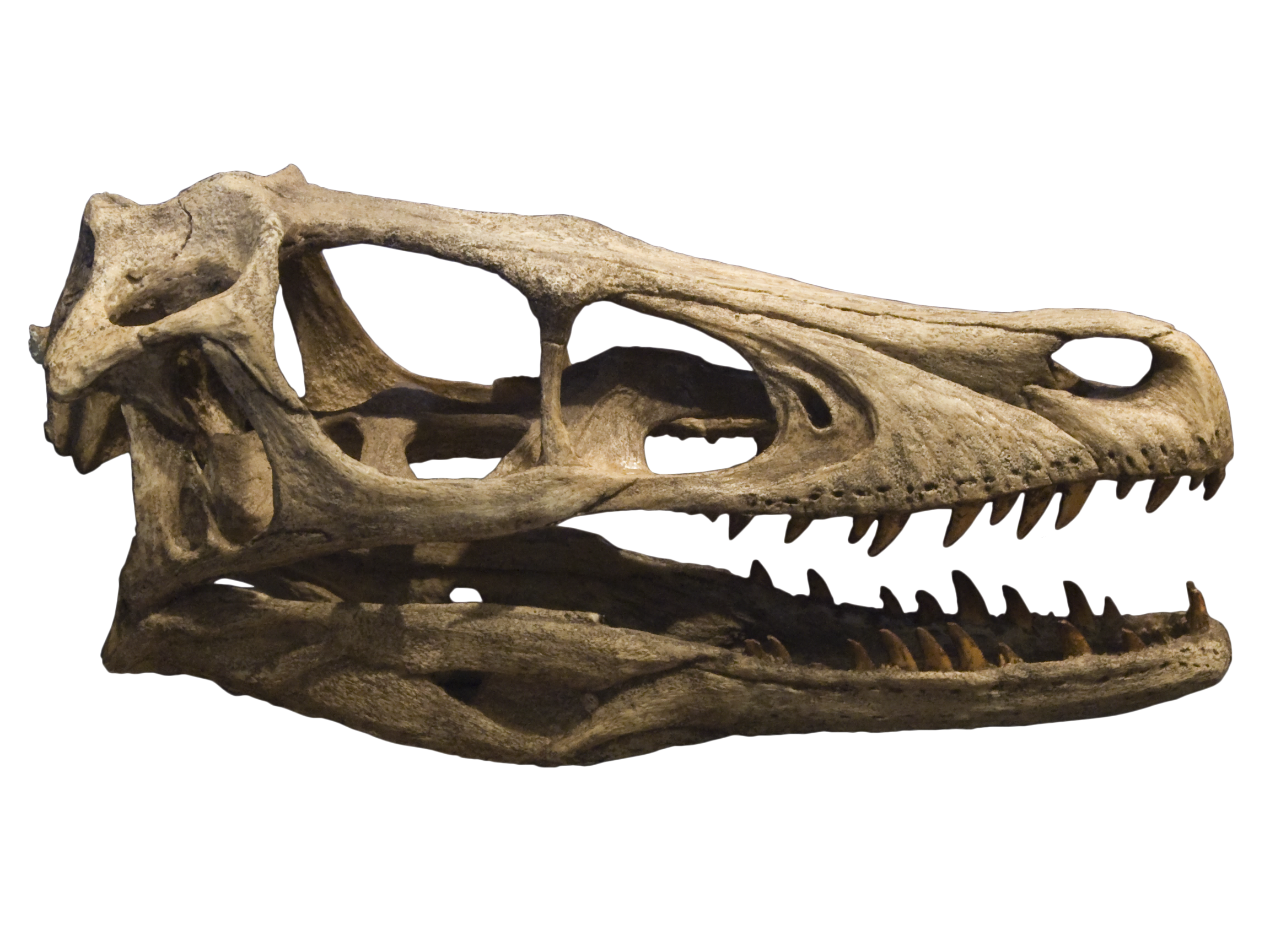
Crâne de Velociraptor, crétacé supérieur (78 à 70 millions d'années)
(Djadochta, Mongolie), Musée d'histoire naturelle d'Aix-en-Provence.

La paléontologie figure dans les collections du Muséum dès sa création en 1838, grâce au don de Victor Coquand. Aujourd'hui, le Muséum possède plus de 70 000 spécimens liés à cette discipline. On y trouve par exemple les restes d'un Rhabdodon découvert à Vitrolles ou d'un titanosaure venant de Trets. Beaucoup de squelettes de dinosaures, de crocodiles, de tortues et de mammifères sont exposés. Le Muséum possède aussi une collection de plus de 350 dents de squales datées du Miocène. La collection d'œufs fossiles d'allosaures se situe également dans la salle de paléontologie. La collection paléontologique du Muséum en fait l'un des plus importants musées de France avec le musée des dinosaures d’Espéraza (Aude).
Le don de Louise Rostan d'Abancourt compte de nombreux invertébrés, parmi lesquels un stromatolithe, des trilobites, des orthocères ou des gastéropodes, mais aussi des fossiles régionaux.
Enfin, les collections de paléobotanique de Gaston de Saporta sont particulièrement remarquables, auxquelles s'ajoutent 3 000 plantes fossiles des environs de Manosque offertes par François Ducros dans les années 1950.

#### Préhistoire
Les collections préhistoriques du muséum d'Histoire naturelle concernent essentiellement la zone géographique de l'Afrique du Nord. Elles résultent de dons d'Ernest Gustave Gobert et de Gabriel Camps. 60 % du fonds archéologique est constitué de pièces lithiques d'Afrique du Nord. Le Muséum possède également plusieurs moulages de crânes d'hominidés.

#### Botanique
Le muséum d'Histoire naturelle possède 300 000 spécimens d'herbiers. L'herbier est un des plus importants de la région Provence-Alpes-Côte d'Azur avec Montpellier 4 000 000 échantillons et Avignon 400 000 échantillons. Un des herbiers les plus anciens date du XIXe siècle et est l'œuvre de Frères des Écoles chrétiennes d'Avignon. Un autre, réalisé par une équipe de maîtres de conférence de l'université d'Aix-Marseille III, a été collecté dans les années 1980 et 1990. La carpothèque est riche de près de 150 spécimens originaires d'Afrique, de Guyane, de Nouvelle-Calédonie...
Ces herbiers sont aujourd'hui en cours d'informatisation.

#### Ethnologie
Si le Muséum possédait avant la Seconde Guerre mondiale une importante collection ethnologique, liée à la colonisation massive au cours du XIXe siècle, la quasi-totalité de cette collection a été pillée entre 1936 et 1950, lorsque le musée était fermé. Seuls deux masques-heaumes d'Afrique occidentale ont échappé au pillage, ainsi qu'une cinquantaine d'objets sans valeur. Les collections exposées sont donc récentes et ont été réalisées à partir de 1996 et présentent un vaste éventail ethnologique : Guyane, Brésil, Groenland, etc. On peut voir un diorama représentant une scène de vie des îles du Pacifique. Beaucoup de ces objets viennent de saisies de douanes.

#### Zoologie
Une importante collection zoologique est exposée ou conservée au Muséum : 546 spécimens de mammifères, 1 970 spécimens d'oiseaux, 39 570 spécimens d'insectes, 89 000 spécimens de mollusques, 451 spécimens de reptiles et amphibiens et 83 spécimens de poissons. Parmi les espèces remarquables, on peut citer la collection Meyer, acquise en 1951 et constituée dans les Bouches-du-Rhône, le Var et l'Alsace, mais aussi dans la région de Dakar (Sénégal). Cette seule collection se compose de 20 800 coléoptères. Les collections de mammifères comptent notamment des oryx, des loups, des lynx, etc. La collection léguée en 1898 par Louis de Barrigue de Montvalon, et qui compte 590 spécimens de la faune provençale du XIXe siècle est particulièrement impressionnante.

#### Phrénologie
Le Muséum possède la plupart des moulages crânien réalisé par l'inventeur de la phrénologie, Franz Joseph Gall (1758-1818), légués en 1860 par le pharmacien aixois Jean-Baptiste Assénat, dont certains des moulages sont peut-être l'œuvre. On peut, entre autres, y voir le moulage du crâne de Gall lui-même, mais aussi de Jean-Paul Marat, Jean-François Champollion, Dante, Mirabeau et Napoléon Ier.

#### Minéralogie
13 360 échantillons minéralogiques et pétrographiques sont conservés au Muséum, parmi lesquels la collection d'Henri Coquand, léguée en 1839 dont les spécimens proviennent de Provence et des Pyrénées, au nombre desquels des hématites de l'île d'Elbe, des fluorines de l'Estérel, des boracites de Lunebourg (Allemagne) ou des cuprites de Chessy-les-Mines.

## Liste des conservateurs
- Henri Coquand (1838-1844)
- Léon Martin (1844-1874)
- Camille Léon Mesplès (1874-1893)
- Victor Achard (1896-1915)
- Louis Durand (1919-1936)
- Raymond Dughi (1948-années 1960 ?)
- François Sirugue
- Gilles Cheylan (en cours)

## Fréquentation
| 2001   | 2002   | 2003   | 2004   | 2005   | 2006   | 2007   | 2008   | 2009   | 2010   | 2011   | 2012   | 2013   | 2014   | 2015   |
| ------ | ------ | ------ | ------ | ------ | ------ | ------ | ------ | ------ | ------ | ------ | ------ | ------ | ------ | ------ |
| 22 079 | 25 006 | 26 067 | 27 900 | 31 691 | 28 929 | 28 980 | 32 509 | 38 700 | 45 277 | 36 696 | 38 298 | 41 341 | 25 517 | 13 139 |